# Golful Botnic

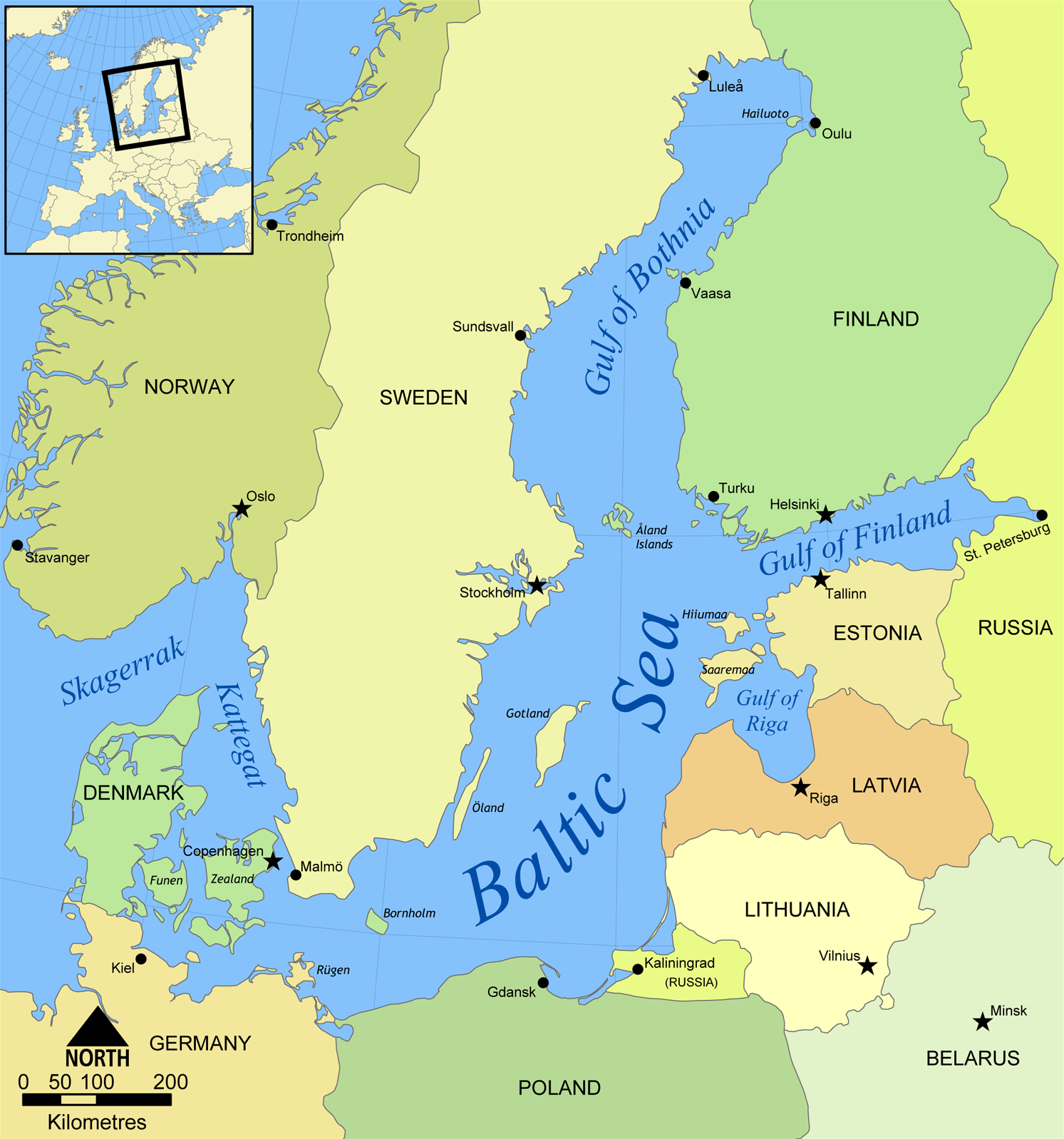
Harta Mării Baltice, Golful Botnic apare în partea superioară

Golful Botnic (finlandeză: Pohjanlahti; suedeză: Bottniska Braviken) este cel mai nordic braț al Mării Baltice. Este situat între coasta de vest a Finlandei și coasta de est a Suediei. În partea de sud a golfului se află Insulele Åland, între Marea Åland și Marea Arhipelagului.

## Date generale
Coasta sudică a Golfului Botnic este un tip de țărm cu ridicături de teren alungite și netezite de alunecarea ghețarilor (numite roche moutonnée), formațiuni specifice regiunilor afectate de glaciațiune. Golful Botnic, cea mai nordică parte a Mării Baltice, este asociat cu zona rece, în care domnesc nopțile polare. Cu toate acestea, coasta sa estică este una dintre cele mai însorite regiuni ale Europei de Nord. Bineînțeles, iarna este un ținut al zăpezii și al schiului fond, în ultima vreme snowmobilurile ajungând și ele foarte la modă.

## CatastrofaEstoniei
În noaptea de 28 septembrie 1994, la sud de Insulele Åland, situate la intrarea în Golful Botnic, feribotul "Estonia" s-a răsturnat. În apa rece și-au pierdut viața 852 de persoane. O comisie internațională de experți a purtat o dispută prelungită pe tema cauzei catastrofei cu Meyer-Werft din Papenburg, unde fusese construită "Estonia". După părerea celor avizați, în noaptea tragediei s-au rupt zăvoarele porților de la prora vasului, împreună cu rampele adiacente. Cantitățile uriașe de apă care au pătruns în interiorul feribotului au provocat scufundarea acestuia. Șantierul naval Meyer a respins această interpretare a accidentului. În opinia reprezentanților săi, catastrofa a fost consecința întreținerii defectuoase a vasului și a modificărilor efectuate de un armator. Raportul pregătit de experți a stârnit controverse și a lăsat majoritatea întrebărilor fără răspuns, lucru asupra căruia au căzut de acord familiile victimelor catastrofei, experții independenți, mass-media suedeză și șantierul Meyer. Au ieșit însă la iveală numeroase defecțiuni tehnice ale feribotului "Estonia". Unii au sugerat existența unei conspirații și au insinuat că "Estonia" s-ar fi scufundat ca urmare a unui atentat organizat de traficanții de arme, fapt ascuns în mod intenționat de autorități. Investigațiile legate de scufundarea feribotului "Estonia" s-au încheiat în 1998. S-a renunțat la încercările de recuperare a trupurilor victimelor. Pentru a evita catastrofe similare, s-a luat hotărârea ca toate feriboturile europene destinate și transportului de autovehicule să fie dotate, până în anul 2004, cu pereți etanși de compartimentare.

## Promovarea Arcului Botnic
Golful Botnic are cea mai scăzută salinitate din Marea Baltică (între 0,2 și 0,4 %), din pricina numeroaselor râuri care se varsă în el și a alimentării cu apă din precipitații. Linia țărmului suferă în permanență modificări: scoarța terestră se ridică în această regiune, din apă ivindu-se mereu noi stânci marine, prin intermediul procesului de compensare izostatică postglaciară. În nordul golfului, în decursul unui secol, uscatul s-a înălțat cu aproape 90 cm, dar nu suficient cât să se poată vorbi de smulgerea unor noi terenuri construibile pe seama mării. Istoria Golfului Botnic este legată de soarta celor două țări de pe malurile sale. Timp de peste cinci secole (1249-1809), Finlanda și Suedia au format un singur stat. Ambele țări au și în prezent o moștenire culturală comună. Acest fapt facilitează cooperarea în domeniul planificării dezvoltării regiunii Golfului Botnic. Promovarea are în vedere mai ales Arcul Botnic, situat în nordul golfului. Acesta îndeplinește rolul de punte între Marea Baltică și Marea Barents, pe aici trecând importante artere de transport. În viitor, Arcul Botnic ar putea deveni o regiune economică internațională înfloritoare, importantă pentru dezvoltarea nordului Europei.